# Andy Mikita
Andy Mikita est un réalisateur et producteur canadien. Il est surtout connu pour son travail sur les séries Stargate SG-1, Stargate Atlantis et Stargate Universe.

## Biographie
Andy Mikita fait ses débuts à la télévision en tant que second assistant réalisateur sur la série 21 Jump Street. De 1989 à 1996, il travaille sur plusieurs autres séries en tant que premier assistant réalisateur, dont Cobra (1993-1994) et La Légende d'Hawkeye (1994-1995) ; ce qui le mènera, en 1997, a rejoindre l'équipe de Stargate SG-1, et en 1999, a faire ses débuts comme réalisateur, sur l'épisode Invasion (S03 E14 - Foothold).
Mikita fait ses débuts d'acteur lors un caméo dans l'épisode Wormhole X-Treme, le 100e de la série Stargate SG-1. Il apparait également en tant qu'invité au mariage lors du 200e épisode, Wormhole X-Treme, le film.

## Filmographie

### Réalisateur
- 1990 - 1991 : 21 Jump Street (série - 19 épisodes) (comme second assistant réalisateur)
- 1999 - 2007 : Stargate SG-1 (série - 29 épisodes)
- 2004 - 2009 : Stargate Atlantis (série - 22 épisodes)
- 2007 : Blood Ties (série - 3 épisodes)
- 2009 - 2011 : Stargate Universe (série - 12 épisodes)
- 2011 : Sanctuary (série - 2 épisodes)
- 2012 : Le Transporteur (série - 3 épisodes)
- 2012 - 2013 : Les Portes du temps : Un nouveau monde (série - 4 épisodes)
- 2013 : Mr. Hockey: The Gordie Howe Story (en) (téléfilm)
- 2013 : Lost Girl (série - 2 épisodes)
- 2013 - 2015 : Retour à Cedar Cove (série - 5 épisodes)
- 2013 - 2016 : Motive (série - 12 épisodes)
- 2014 : Bitten (série - 2 épisodes)
- 2014 : Strange Empire (en) (série - 2 épisodes)
- 2015 - 2016 : Dark Matter (série - 3 épisodes)
- 2015 : Olympus (en) (série - 2 épisodes)
- 2015 - 2017 : Reign : Le Destin d'une reine (série - 3 épisodes)
- 2015 - 2017 : Killjoys (série - 2 épisodes)
- 2016 - 2018 : Les Voyageurs du Temps (série - 11 épisodes)
- 2017 - 2019 : Chesapeake Shores (série - 4 épisodes)
- 2019 : Mystery 101: Words Can Kill (téléfilm)
- 2019 - 2023 : Virgin River (série - 8 épisodes)
- 2020 : L'Île aux mystères : L'Affaire des émeraudes (Riddled with Deceit: A Martha's Vineyard Mystery) (téléfilm)
- 2021 : Morning Show Mysteries: Murder Ever After (téléfilm)
- 2021 - 2024 : Family Law (en) (série - 8 épisodes)
- 2023 : Guiding Emily (téléfilm)
- 2023 : À la recherche de mon ange gardien (téléfilm)

### Producteur
- 2002 - 2007 : Stargate SG-1 (producteur et/ou co-producteur - 104 épisodes)
- 2007 - 2009 : Stargate Atlantis (40 épisodes)
- 2009 - 2010 : Stargate Universe (co-producteur - 20 épisodes)
- 2012 : Le Transporteur (consultant producteur - 6 épisodes)
- 2021 - 2025 : Family Law (en) (producteur exécutif - 40 épisodes)
- 2023 : Guiding Emily (producteur exécutif)